# Loc
Pour les articles homonymes, voir  loc (breton).
Loc est un village de Suisse, dans le canton du Valais et la commune de Crans-Montana.
Le village compte 250 habitants appelés Locquérants.

## Clubs sportifs
Le UHC Phoenix (Unihockey-Club) Loc est un club d'unihockey, créé en 2010, évoluant dans le Championnat suisse d'unihockey.